# Partit Comunista Peruà - Pàtria Roja
El Partit Comunista del Perú - Pàtria Roja és un partit polític peruà situat en l'esquerra política.

## Inicis del socialisme peruà
José Carlos Mariategui, va ser un pensador peruà d'inicis del segle XX que va fundar el Partit Socialista del Perú en l'any 1928. Va ser ell qui va portar el Marxisme des de Europa en els anys 20, i és considerat com un dels principals intel·lectuals d'Amèrica Llatina en dur a terme un estudi integral de la realitat peruana des del Marxisme mitjançant els seus 7 assajos d'interpretació de la realitat peruana. Mariátegui va ser l'organitzador del Partit Socialista del Perú, i també va encoratjar l'organització de la Confederació General de Treballadors del Perú (CGTP) en 1929 i la "Federació de Yanaconas". Una vegada mort Mariátegui, l'any 1930 Eudocio Ravines, seguint les ordres de Moscou, va fundar el Partit Comunista Peruà.

## Partit Comunista
Després de 1930 el Partit Comunista Peruà va tenir problemes i diferències les dictadures militars i els governs de dreta igual que altres agrupacions polítiques de l'època. A més va haver d'enfrontar al Partit Aprista fundat per Víctor Raúl Haya de la Torre, un moviment de masses de cort socialdemòcrata i obertament anticomunista.
El PCP va influenciar amb les seves idees a la CGTP, la "Federació d'Estudiants del Perú" (FEP), i els moviments feministes i de lluita internacionalista, recolzant a les lluites pel socialisme en el Món i a la Unió de Repúbliques Socialistes Soviètiques. No obstant això, en els 50 i 60, el PCP encapçalat per Jorge del Prado va derivar en posicions reformistes que van baixar la seva influència.
La polèmica i posterior ruptura en l'any 1963 entre el Partit Comunista de la Unió Soviètica i el Partit Comunista Xinès va servir com a catalitzador d'aquell procés, que va tenir una fita important en la IV Conferència Nacional realitzada en l'any 1964, on es va consumar la primera gran ruptura orgànica del partit. En aquest període també van aparèixer altres organitzacions d'esquerra, inspirades en el triomf de la revolució cubana, com el trotskisme, el foquisme i els moviments d'alliberament dels països colonials. Després de la IV Conferència van quedar dos sectors del partit, el Partit Comunista Peruà - Bandera Roja (encapçalat per Saturnino Paredes) i el Partit Comunista Peruà - Unitat (dirigit per Jorge del Prado).
En l'any 1968 diverses bases, entre les quals es trobaven el Comitè Regional d'Ica, la Comissió Nacional d'Organització i el Comitè Polític Militar Pàtria Roja, conformen una «Comissió Nacional Reorganitzadora», enfrontada a la posició dogmàtica de la direcció encapçalada per Saturnino Paredes. Aquesta fase culmina en la VI Conferència Nacional celebrada en l'any 1969 a on es decideix l'expulsió del grup encapçalat per Paredes i s'acorda que l'òrgan central del partit porti el nom de "Pàtria Roja".
El Partit Comunista del Perú - Pàtria Roja en els anys 70 es va abocar de ple a influenciar al moviment obrer, camperol i dels barris.

## Processos unitaris
L'esquerra després d'un intent unitari que fracassa, participa dividida en les eleccions generals de 1980. El PC del P - PR va orientar la formació de l'UNIR, que es converteix en un referent important per als sectors populars. En la participació electoral l'UNIR va portar com a candidats a Horaci Zeballos, Rolando Breña i Castro Lavarello, obtenint la més alta votació de l'esquerra i una important presència al parlament.
En 1980 el grup terrorista Sendero Luminoso inicia les seves accions violentes, fet que tindria profundes repercussions per al país i per al desenvolupament de l'esquerra. Aquesta organització marxista i seguidora de Mao era una branca del fruit de la seva ideologia.
Després el PC del P - PR i l'UNIR van participar en la conformació del referent polític-social d'esquerra més important de la història republicana, l'Esquerra Unida (IU). L'IU va aconseguir importants escons parlamentaris, governs locals, i fins i tot l'alcaldia de Lima amb Alfonso Barrantes Lingán, gestions caracteritzades per la participació popular i el desenvolupament social.
Para 1985 l'IU es va convertir en la segona força política del país després del APRA. No obstant això, la vacil·lació de Barrantes com a capdavantera, les pugnes internes i el sectarisme dels partits van causar la crisi i ruptura de la IU en 1989, que va derivar en un replegament electoral de l'esquerra en la dècada dels anys 90.

## Moviment Nova Esquerra
El Partit Comunista del Perú - Pàtria Roja és una organització política d'ideologia marxista-leninista.
Amb abast nacional, el partit influencia amb les seves idees en la conducció dels mestres en el SUTEP i els estudiants en la FEP, així com en el moviment camperol a través de les "Rondes Camperoles". En 1994 el partit va fundar el Moviment Nova Esquerra (MNI). L'any 2006, el partit és obligat a anar només en les eleccions generals, obté una baixa votació. En l'any 2010 va participar en les eleccions municipals i regionals. No participen en les eleccions generals del Perú de 2011 en fracassar la seva proposta de llançar una única candidatura d'esquerra. Al juliol de 2012 la seva inscripció com a partit polític va ser cancel·lada pel Jurat Nacional d'Eleccions per no superar la marca electoral en les eleccions generals del Perú de 2011.

## Joventut Comunista del Perú
El partit té un dels seus principals nivells d'organització en els joves comunistes, l'anomenada Joventut Comunista del Perú, on militen joves estudiants, treballadors i professionals que comparteixen aquesta ideologia.
La Joventut Comunista del Perú (més coneguda com a JCP) és la força auxiliar i de reserva del Partit Comunista del Perú - Pàtria Roja, els qui els promouen a partir del 2003 com a continuació del treball juvenil de la "Joventut Popular" (JP), després de la caiguda d'Alberto Fujimori. L'I Congrés de la JCP es desenvolupa a l'abril de 2005, asseient les bases del treball actual de la JCP, assumint el marxisme-leninisme i el pensament de José Carlos Mariátegui, sense obviar les aportacions d'altres pensadors marxistes i progressistes.
Té presència en el treball de la "Federació d'Estudiants del Perú" (FEP). D'altra banda, en el camp recolzen i promouen el treball de les "Rondes Camperoles", als barris impulsen la consolidació dels seus organismes veïnals, recolzen i recolza el treball del sindicat de mestres SUTEP i en el d'obrers de construcció civil.
La JCP va participar en grans jornades de manifestacions populars, entre elles la de l'11 de juliol de 2007 i la del 8 de novembre del mateix any, així com en la Derogatòria del Nou Règim Laboral Juvenil (2015) i en les mobilitzacions contra la candidatura de Keiko Fujimori (2016).
El seu Secretari General és Arturo Ayala Del Riu, ex-dirigent estudiantil i politòleg de la Universitat Nacional Major de Sant Marcos.